# Skin (Computer)

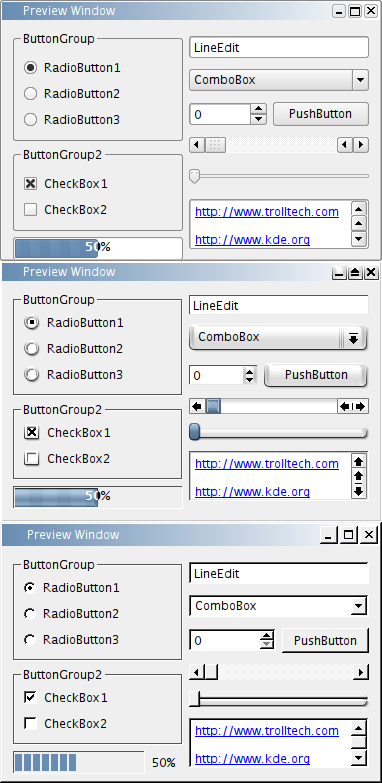
Das gleiche Fenster in drei verschiedenen Skins

Ein Skin (engl. ‚Haut‘, ‚Verkleidung‘), manchmal auch Design oder Feathers (‚Federn‘), ist eine Zusammenstellung von grafischen Elementen und Einstellungen, die das Aussehen einer grafischen Oberfläche von Betriebssystemen, Programmen oder Websites festlegen bzw. verändern.
Als Theme (‚Thema(tik)‘, ‚(Leit-)Motiv‘, ‚Tonalität‘, ‚Stimmung‘) wurde ursprünglich eine solche Zusammenstellung bezeichnet, wenn sie mehr als nur das Aussehen veränderte, etwa Klänge. Typische Themen sind etwa „Urwald/Wald“, das „Meer“ oder „Natur“ im Allgemeinen sowie Stars und Prominente oder das Aussehen anderer Systeme. Die Möglichkeiten reichen von ressourcensparend bis kitschig.
Skins/Themes ermöglichen beispielsweise größere Schrift, Icons und Schaltflächen oder einem Science-Fiction-Fan eine dem entsprechende Umgebung.
Skins/Themes liefern – je nach Anwendung – nicht selten neue Funktionen mit. Skins/Themes können als Paket oder Einzelelemente, als freie Software oder proprietär verfügbar sein.
Typischerweise kann bei Anwendungen, die Skins/Themes unterstützen, durch einen Parameter in der Konfiguration – teils auch benutzer- oder anwendungsabhängig – einfach zwischen mehreren Skins/Themes umgeschaltet werden. Dazu müssen die Schnittstellen zwischen Anwendung und Oberfläche modular gestaltet sein.

## Beispiele
Betriebssystem-Ebene:
Hier lassen sich teilweise auch ganze Design-Pakete anpassen. Oder es ist möglich, einzelne Darstellungen zu modifizieren, unter anderem Hintergrundbilder, Fensterrahmen, Icons oder Mauszeiger. Im privaten Amateur-Bereich bezeichnet man dies als Deskmodding.
Smartphones:
Ein typischer Fall sind verschiedene Skins, die einem Smartphone „übergestülpt“ werden können, um ihr Aussehen und Verhalten zu ändern.
Anwendungssoftware:
In diesem Bereich findet man oft Skins für Webbrowser und Mediaplayer. Auch viele Instant Messenger unterstützen eine Änderung des Designs.
Web-Anwendungen:
Populäre Content-Management-Systeme und Blog- wie WordPress, Joomla oder Drupal unterstützen Themes, die teils neue Funktionen mitliefern.